# Kaarlo Soinio
Kaarlo Kyösti Soinio (Finnország, Helsinki, 1888. január 28. – Finnország, Helsinki, 1960. október 24.) olimpiai bronzérmes finn tornász és válogatott labdarúgó.
Az 1908. évi nyári olimpiai játékokon indult, és mint tornász versenyzett. Csapat összetettben bronzérmes lett.
Az 1912. évi nyári olimpiai játékokon Stockholmban labdarúgásban vett részt, mint a finn válogatott tagja. A 4. helyen végeztek. Testvére, Eino Soinio is a csapat tagja volt.